# Сахибгандж (округ)
Сахибгандж или Сахебгандж (хинди साहिबगंज जिला; англ. Sahebganj) — округ на северо-востоке индийского штата Джаркханд. Образован 17 мая 1983 года. Административный центр — город Сахибгандж. Площадь округа — 1599 км². По данным всеиндийской переписи 2001 года население округа составляло 927 770 человек. Уровень грамотности взрослого населения составлял 37,6 %, что выше среднеиндийского уровня (59,5 %). Доля городского населения составляла 10,6 %.